# Liste de tsunamis notables
Sont reportés ci-dessous les tsunamis remarquables, ainsi que quelques autres d'amplitude ou d'étendue considérables.

## Liste
| Date               | Lieu                                                                | Victimes | Hauteur | Origine                         | Description |
| ------------------ | ------------------------------------------------------------------- | -------- | ------- | ------------------------------- | --- |
| −66 038 000        | Mexique                                                             |          | 1 500 m | Météorite                       | Séparation Crétacé-Tertiaire. Une météorite s'écrase au large de la péninsule du Yucatán (actuel Mexique) provoquant probablement la fin des dinosaures non aviens, mais aussi un tsunami, dont les séquences, de 40 m d'épaisseur, sont visibles près de Cuba. |
| −1 400 000         | États-Unis                                                          |          | 610 m   | Effondrement                    | Un tiers du volcan Molokai Est, à Molokai (Hawaii) s'est effondré dans l'océan Pacifique, générant un tsunami d'une hauteur locale estimée à 610 mètres. La vague a atteint la Californie et le Mexique,. |
| −73 000            | Cap-Vert                                                            |          | 170 m   | Effondrement                    | Effondrement du flanc est du volcan Pico do Fogo de l'île Fogo au Cap-Vert, provoquant un mégatsunami de 170 m de haut sur l'île de Santiago à 50 km de là. |
| −9 900 (env.)      | Israël                                                              |          | 16 m    |                                 | Un méga-tsunami s'écrase sur les côtes de Dor en Israel, avançant jusqu'à 3,5 km à l'intérieur des terres depuis l'ancienne côte de la Méditerranée orientale. Il atteint environ 16 mètres lors de l'impact avec la côte. |
| -6200 (env.)       | Norvège                                                             |          | 20 m    | Effondrement                    | Glissements de terrain sous-marin en mer de Norvège ayant provoqué un tsunami jusqu'en Écosse. |
| -3500 (env.)       | Écosse                                                              |          |         | Non-déterminé                   | Le tsunami de Garth est un tsunami préhistorique qui s'est produit au large des îles Shetland. Son origine est inconnue ; des événements d'impact, des tremblements de terre et des glissements de terrain sous-marins similaires au glissement de Storegga en Norvège ont été proposés comme facteurs contribuant à cet événement. Très meurtrier, il laisse derrière lui les premiers exemples connus de charniers humains. |
| -2000 (env.)       | Syrie                                                               |          |         |                                 | Tsunami le long des côtes de la Syrie[réf. souhaitée]. |
| -1600 (env.)       | Grèce                                                               |          | 20 m    | Volcan                          | L'éruption du volcan de l'île grecque de Santorin provoque un tsunami d'une vingtaine de mètres en Crète qui contribue à la disparition de la civilisation minoenne. |
| -479               | Grèce                                                               |          | 2 m     | Séisme                          | Les troupes perses à l'assaut de la ville de Potidée, en Chalcidique, sont emportées par un tsunami. L’événement, décrit par Hérodote une trentaine d'années plus tard, pourrait être la plus ancienne description connue du phénomène. |
| -373               | Grèce                                                               | inconnue |         | Séisme                          | Un séisme suivi d'un tsunami sur la côte nord de l'Achaïe provoque la destruction et l'engloutissement de la cité grecque d'Hélikè et de la plus grande partie de son territoire. Ses ruines ont été localisées en 2001. |
| 21 juillet 365     | Grèce Égypte Libye                                                  | 5 000    |         | Séisme                          | Séisme et tsunami ressentis dans toute la Méditerranée orientale et notamment à Alexandrie |
| 563                | Suisse France                                                       |          | 13 m    | Effondrement                    | Effondrement du Tauredunum à plusieurs kilomètres du Léman ; l'onde atteint le lac, ébranle les sédiments lacustres et provoque un tsunami de 8 m sur les villes d'Évian-les-Bains et Genève, et 13 m sur Lausanne. |
| 8 février 1570     | Chili                                                               | 2 000    |         | Séisme                          | Séisme de magnitude 8,3. La population chilienne a le temps de monter sur les hauteurs avant l'arrivée des vagues. |
| 3 février 1605     | Japon                                                               | 5 000    |         | Séisme                          | Article détaillé : Séisme de 1605 à Nankai (en) . |
| 2 décembre 1611    | Japon                                                               | 5 000    | 20 m    | Séisme                          | Article détaillé : Séisme de 1611 à Sanriku (en) . |
| 17 février 1674    | Indonésie                                                           | 2 500    | 100 m   | Séisme                          | [ 13 ] |
| 7 juin 1692        | Jamaïque                                                            | 3 000    | 1,8 m   | Séisme                          | [ 14 ] |
| 26 janvier 1700    | côte nord-ouest de l'Amérique du Nord Japon                         |          |         | Séisme                          | Séisme de Cascadia du 26 janvier 1700 |
| 30 décembre 1703   | Japon                                                               | 5 000    | 10,5 m  | Séisme                          | Séisme magnitude 8,2. 20 000 maisons détruites. |
| 28 octobre 1707    | Japon                                                               | 9 000    | 25,7 m  | Séisme                          | Séisme magnitude 8,4, 5 000 morts à Nankaido, 2 000 morts à Enshunada. |
| 17 octobre 1737    | Russie                                                              |          | 60 m    | Séisme                          | Un tsunami consécutif au séisme du Kamtchatka atteint 60 m de hauteur au nord des îles Kouriles. |
| 29 octobre 1746    | Pérou                                                               | 4 800    |         |                                 | Touche essentiellement Lima. |
| 1er novembre 1755  | Portugal Maroc Espagne océan Atlantique Nord                        | 90 000   | 18,3 m  | Séisme                          | Un séisme violent au large de Lisbonne, d'une magnitude estimée à 8,7 ravage 85 % de la ville et provoque un tsunami qui déferle sur les côtes de l'Atlantique Nord, de l'Angleterre au Maroc, jusqu'aux Amériques. |
| 8 mars 1766        | Japon                                                               | 1 500    |         | Séisme                          | Séisme magnitude 6,9 |
| 24 avril 1771      | Japon                                                               | 13 486   | 85,40 m | Séisme                          | Séisme magnitude 7,4, touche l'archipel Ryūkyū. |
| 22 mai 1782        | Asie du Sud-Est Chine                                               | 40 000   | 10 m    | Séisme                          | Séisme magnitude 7,0 Touche l'Asie du Sud-Est, principalement en Chine. |
| 6 février 1783     | Italie                                                              | 1 500    | 16 m    | Séisme                          | Séisme de magnitude 5,9, dans le détroit de Messine. |
| 21 mai 1792        | Japon                                                               | 15 000   | 55 m    | Séisme                          | Séisme magnitude 6,4 |
| 10 avril 1815      | Indonésie                                                           | 5 000    | 4 m     | Volcan                          | Éruption volcanique du Tambora. |
| 24 décembre 1854   | Japon                                                               | 3 000    | 28 m    | Séisme                          | |
| 13 août 1868       | Chili                                                               | 25 000   | 18 m    | Séisme                          | Observé en Nouvelle-Zélande. Dommages à Hawaii, |
| 27 août 1883       | océan Indien                                                        | 36 000   | 40 m    | Volcan                          | Un tsunami provoqué par l'éruption du Krakatoa est détecté sur la plupart des côtes du globe, avec une élévation du niveau de la mer de 40 mètres près de la zone d'origine. |
| 15 juin 1896       | Japon                                                               | 27 000   | 38,2 m  | Séisme                          | Séisme magnitude 7,6. Sanriku - Honshu, |
| 29 septembre 1899  | Indonésie                                                           | 3 500    | 12 m    | Séisme                          | Séisme magnitude 7,8 |
| 31 janvier 1906    | Colombie Équateur                                                   | 1 000    | 5 m     | Séisme                          | Séisme magnitude 8,8 |
| 28 décembre 1908   | Italie                                                              | 95 000   | 13 m    | Séisme                          | 80 000 victimes à Messine sur une population de 140 000 habitants. |
| 1er septembre 1923 | Japon                                                               | 2 144    | 13 m    | Séisme                          | Séisme magnitude 7,9 Séisme de 1923 du Kantō |
| 18 novembre 1929   | Terre-Neuve Canada                                                  | 28       | 15 m    | Séisme                          | Un séisme de magnitude 7,2 à 400 km au sud de Terre-Neuve sur le bord des Grands Bancs provoque un tsunami qui frappe la côte sud de Terre-Neuve avec trois vagues de 15 mètres de haut. |
| 2 mars 1933        | Japon                                                               | 3 000,   | 29 m    | Séisme                          | Séisme magnitude 8,3 |
| 1er avril 1946     | océan Pacifique                                                     | 2 000    | 30 m    | Séisme                          | Un séisme de magnitude 8,6 au large de l'Alaska provoque un tsunami qui atteint 30 m en Alaska, 12 m à Hawaï, y causant 150 morts, et touche le Japon ainsi que la côte ouest des États-Unis. |
| 5 novembre 1952    | Îles Kouriles Russie                                                | 2 336    | 18 m    | Séisme                          | Un séisme de magnitude 8,8 au large des Kouriles provoque un tsunami de 15 à 18 m de hauteur. |
| 9 juillet 1958     | Alaska États-Unis                                                   | 2        | 500 m   | Effondrement                    | Un glissement de terrain consécutif à un fort séisme dans la baie Lituya en Alaska provoque le plus grand tsunami connu - il dévaste la végétation sur l'un des flancs jusqu’à une hauteur de 500 m - mais la géographie de la baie l'empêche de se propager dans l'océan Pacifique. |
| 22 mai 1960        | Chili et océan Pacifique                                            | 5 700    | 25 m    | Séisme                          | Un séisme de magnitude 9,5 au Chili provoque un tsunami meurtrier d'une hauteur allant jusqu’à 25 m au Chili (environ 5 700 personnes ont péri dans le pays), 10 m à Hawaï et 3 m au Japon (130 morts). |
| 27 mars 1964       | États-Unis                                                          | 131      | 15 m    | Séisme                          | Un séisme de magnitude 9,2 au large de l'Alaska y provoque un tsunami de 15 m. |
| 17 août 1976       | Philippines                                                         | 5 000    | 5 m     | Séisme                          | Un séisme d’une magnitude de 8,0 frappe les îles philippines. |
| 16 octobre 1979    | France                                                              | 11       | 3,5 m   | Éboulement                      | Un glissement de terrain sous-marin, consécutif aux travaux d'une digue de l'aéroport de Nice, provoque un tsunami d'une hauteur de 3,5 m sur la Côte d'Azur (11 personnes ont péri). |
| 6 août 1985        | France                                                              | 1        | 2,5 m   | Séisme                          | Un glissement de terrain sous-marin, consécutif à un séisme sur les abords de la Camargue, provoque un tsunami d'une hauteur de 2,5 m sur l'ensemble du littoral du Golfe du Lion, en particulier aux Saintes-Marie-de-la-Mer et à Port-Saint-Louis du Rhône, causant des dommages à plus de 800 m dans les terres, tuant une personne et faisant une dizaine de blessés, tous surpris en pleine nuit.                        |
| 2 septembre 1992   | Nicaragua                                                           | 170      | 10 m    | Séisme                          | Séisme de magnitude 7,7 |
| 12 décembre 1992   | Indonésie                                                           | 2 200    | 26 m    | Séisme                          | Séisme de magnitude 7,8. |
| 12 juillet 1993    | île Okushiri Japon                                                  | 239      | 33 m    | Séisme                          | Le nombre de victimes est limité grâce au système d'alerte. |
| 17 juillet 1998    | Papouasie-Nouvelle-Guinée                                           | 2 000    | 15 m    | Séisme                          | Un glissement de terrain provoqué par un séisme de magnitude 7,0 engendre un tsunami local d'une hauteur maximale d'une quinzaine de mètres. |
| 17 août 1999       | Turquie                                                             | 17 480   | 3 m     | Séisme                          | Séisme de magnitude 7,2 à 7,6 selon les instituts |
| 21 mai 2003        | Algérie Espagne France                                              | 2 266    | 3 m     | Séisme                          | Un séisme de magnitude 6,9 dans le nord de l'Algérie, causant la mort d'environ 2 300 personnes, déclenche un tsunami frappant les Baléares, l'Espagne et la France. La hauteur maximale de la vague est de 3 m. |
| 26 décembre 2004   | Indonésie Thaïlande Sri Lanka Inde Maldives Somalie et océan Indien | 250 000  | 35 m    | Séisme                          | Un séisme de magnitude 9,1 à 9,3 au large de l'Indonésie provoque le tsunami le plus meurtrier de l'histoire, qui touche les pays d'Asie du Sud (Indonésie, Malaisie, Thaïlande, Inde, Sri Lanka) et, dans une moindre mesure, les côtes orientales de l'Afrique. |
| 17 juillet 2006    | Java Indonésie                                                      | 668      | 20,9 m  | Séisme                          | Un séisme de magnitude 7,7 au large de la côte sud de Java provoque un tsunami faisant 668 morts, 287 disparus, 878 blessés et environ 100 000 sinistrés (au 22 juillet). Le système d'alerte mis en place après le tsunami du 26 décembre 2004 s'est révélé déficient. |
| 29 septembre 2009  | Samoa                                                               | 178      | 22,35 m | Séisme                          | Un séisme de magnitude 8,0 à 190 km au sud des Samoa provoque un tsunami faisant 178 morts (149 aux Samoa, 22 aux Samoa américaines, 7 aux Tonga) et environ 4 000 sinistrés. Plusieurs dizaines de kilomètres de côtes ont été dévastées sur près de 400 m dans les terres, notamment aux îles Samoa. |
| 11 mars 2011       | Japon                                                               | 18 457   | 39 m    | Séisme                          | Un séisme de magnitude 9,0 déclenche un tsunami d'une hauteur maximale de 39 m qui ravage des centaines de kilomètres de côtes au nord de Tokyo. Une vague de 15 m frappe la centrale nucléaire de Fukushima Daiichi. |
| 17 octobre 2015    | Alaska États-Unis                                                   | 0        | 200 m   | Éboulement                      | Un éboulement de grande ampleur, consécutif au recul du glacier Tyndall, engendre un mégatsunami (l'un des plus grands de l'époque moderne) à Icy Bay (en), dans le fjord de Taan situé en Alaska. Cependant, ce phénomène, pourtant majeur, passe inaperçu lorsqu'il se produit en raison notamment de la nature isolée et inoccupée de la zone concernée.                                                                   |
| 17 juin 2017       | Groenland                                                           | 4        | 90 m    | Éboulement                      | Un glissement de terrain majeur provoque un tsunami, dont la hauteur initiale atteint 90 mètres, engendrant la destruction de plusieurs zones d'habitations dans le nord-ouest du Groënland. |
| 28 septembre 2018  | Indonésie                                                           | 2 256    | 6 m     | Séisme                          | Un séisme de magnitude 7,5 à 70 km au nord de Célèbes entraine 20 minutes plus tard un tsunami atteignant 6 m qui détruit en particulier la ville de Palu. |
| 22 décembre 2018   | Indonésie                                                           | 429      | 1,5 m   | Volcan et peut-être marée haute | Une éruption de l'Anak Krakatoa provoque un tsunami qui déferle sur la côte vers 21 h 30 sur une longueur de 15 à 20 mètres à l'intérieur des terres. |
| 15 janvier 2022    | Tonga                                                               | 5        | 90 m    | Volcan                          | Une éruption du Hunga Tonga provoque un tsunami avec une hauteur initiale de 90 m. La hauteur de la vague diminue peu après l'explosion pour atteindre 1,2 mètres de haut. Le tsunami déferle sur les côtes du Pacifique. |
| 16 septembre 2023  | Groenland                                                           | 0        | 110 m   | Éboulement                      | L'effondrement d'un pic montagneux de 25 Mm3 dans le fjord Dickson soulève l'eau à 200 m de haut et provoque un mégatsunami local avec une vague initiale de 110 m, qui s'est abaissée à 7 m dans les minutes qui ont suivi. Les oscillations de l'eau piégée dans le fjord ont été enregistrées par les sismographes terrestres pendant 9 jours,.                                                                            |